# Melipotis comprehendens
Melipotis comprehendens là một loài bướm đêm trong họ Erebidae.